# Municipio de Cross Roads (condado de Wilson)
El municipio de Cross Roads (en inglés: Cross Roads Township) es un municipio ubicado en el  condado de Wilson en el estado estadounidense de Carolina del Norte. En el año 2010 tenía una población de 3.896 habitantes.

## Geografía
El municipio de Cross Roads se encuentra ubicado en las coordenadas 35°39′32.59″N 78°0′20.64″O / 35.6590528, -78.0057333.